# Gitte Aaenová
Gitte Aaenová (* 7. listopadu 1981, Frederikshavn) je bývalá dánská házenkářka. S Viborgem vyhrála v roce 2009 Ligu mistrů.

## Úspěchy
- Damehåndboldligaen:
  - Vítězka: 2008, 2009, 2010
- Landspokalturneringen:
  - Vítězka: 2006, 2006, 2009
- Liga mistrů EHF:
  - Vítězka: 2009, 2010